# Jules Undersea Lodge

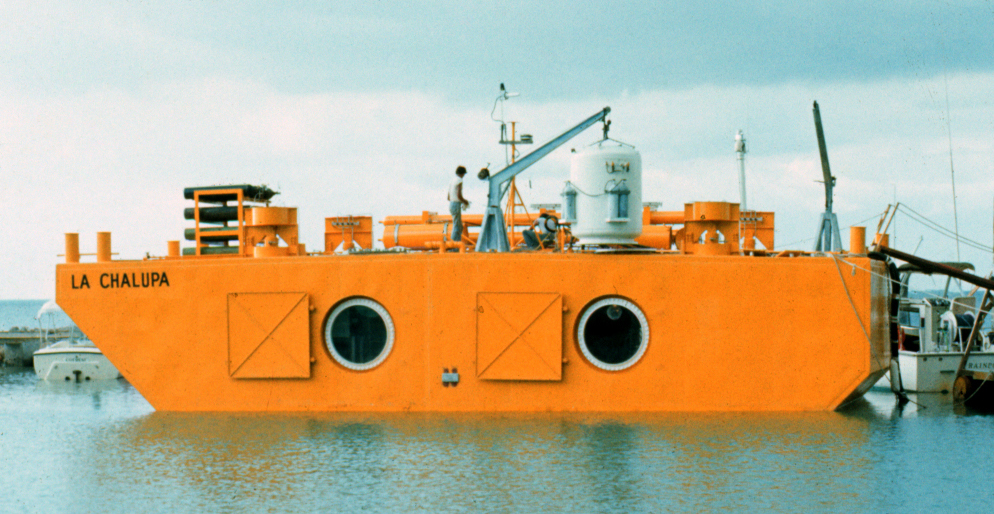
Laboratorio de investigación La Chalupa, hoy hotel submarino Jules Undersea Lodge

El Jules Undersea Lodge es un hotel submarino estadounidense situado en Key Largo, Florida; es uno de los cuatro que hay en el mundo y es el único hotel submarino en los Estados Unidos. Fue inaugurado en 1986. Originalmente fue un laboratorio de investigación submarino que llegó a ser el más avanzado de su época.
Tiene capacidad solo para seis personas, ya que consta de dos dormitorios independientes y una zona común, cada uno de ellos provisto de una enorme ventana de cristal desde donde se observa la asombrosa fauna marina de la zona. Al hotel se accede únicamente buceando y ésta pensado para personas amantes de este deporte. Tiene todas las comodidades de un hotel común.
Diseñado por Richard F. Geary, no se trata de un lujoso hotel sino de una cabina de acero y acrílico de 6 por 15 m, sumergida a 9 m de profundidad.
La seguridad y los servicios del hotel son controlados por un centro de comando emplazado en tierra para asegurar la ausencia de fallas.
El Jules lleva este nombre en honor de Julio Verne y sus Veinte mil leguas de viaje submarino